# كمال جنبلاط
كمال فؤاد جنبلاط (6 ديسمبر 1917 - 16 مارس 1977) هو زعيم الدروز اللبنانيين ومؤسس الحزب التقدمي الاشتراكي، تولى قيادة الحركة الوطنية خلال الحرب الأهلية اللبنانية. إلى جانب ذلك، يعتبر مفكراً وفيلسوفاً وأحد الشخصيات اللبنانية المعروفة بدعمها للقضية الفلسطينية. أُغتيل في 16 مارس 1977، وقد كتبت أشعار وأغاني في رثائه، ويعتبر البعض اغتياله كان دفاعاً عن السلاح الفلسطيني، خلفه في زعامته ابنه وليد جنبلاط.[بحاجة لمصدر]

## حياته
ولد في بلدة المختارة بقضاء الشوف في لبنان في 6 ديسمبر 1917 والده فؤاد جنبلاط اغتيل في 6 أغسطس 1921 في وادي عينبال، وكان قائم مقاماً لقضاء الشوف أيام الانتداب الفرنسي على لبنان، ووالدته السيدة نظيرة جنبلاط التي لعبت دوراً سياسياً مهماً بعد وفاة زوجها وعلى امتداد أكثر من ربع قرن ، علما بان أسرته تعود من أصول كردية ويعتقد إن إجدادهم قدموا من تركيا إلى لبنان في العهود الأيوبية، ومعنى جنبلاط باللغة الكردية هي جان - بولاد أي (صاحب الروح الفولاذية).
وكان لديه شقيقتان هما ليلى وقد توفيت بمرض الحمى وهي في الرابعة من العمر ، وليندا المتزوجة من حكمت جنبلاط والتي اغتيلت في منزلها في بيروت بتاريخ 27 مايو 1976 خلال الحرب اللبنانية وقبل أقل من سنة من اغتياله. في طفولته اعتنت به وشقيقته ليندا مربية خاصة تدعى ماري غريب من الدامور وهي خريجة الفرنسيسكان ، وتلقى على يدها علومه الأولية في المختارة. ثم التحق بمعهد عينطورة للآباء اللعازاريين في كسروان عام 1926 وذلك بناء لمشورة المطران أوغسطين البستاني صديق العائلة الخاص، وظل فيها حتى العام 1937، وكان معه خادم خاص يهتم بشؤونه ومرافقته الدائمة. نال الشهادة الابتدائية عام 1928.
بالرغم من كرهه للسياسة، منذ صغره، إلا أن ذلك لم يمنعه من المشاركة في مناسبات وطنية عديدة في عينطورة، ففي العام 1933 شكل وفداً من ضمنه رفاقه فؤاد رزق، كميل أبو صوان، وإميل طربيه قابل الأب سارلوت وطلب منه وضع العلم اللبناني على برج معهد عينطورة بدلاً من العادة التي كانت متبعة في الدير يومذاك أي أن يرفع العلم الفرنسي أيام الآحاد والأعياد على برج المدرسة، وهكذا ارتفع العلم اللبناني. وبدأ بكتابه الشعر باللغتين العربية والفرنسية وهو في السادسة عشرة.
كان يبدي عطفاً خاصاً وتعلقاً بالقضايا العربية، فهو شديد الإعجاب والحماس لسعد زغلول، ومن مواقفه في هذا الصدد ذهابه في العام 1934 عند استقلال مصر إلى رئيس الرهبان في مدرسة عينطورة ليطلب منه أن يعلن ذلك اليوم عطلة احتفاء باستقلال أول دولة عربية، وقد استجاب رئيس الرهبان لهذا الطلب، وكان موقفه هذا أول تعبير سياسي له في ما يتعلق بالقضايا الوطنية والعربية.

## حياته الدراسية
في عام 1934 نال الشهادة التكميلية ، وفي مايو من العام 1934 نال شهادة الكشاف -البدج (بالفرنسية: La BADGE)‏ وأصبح عضواً فعالاً في كشافة فرنسا (بالفرنسية: Les Scouts de France)‏.[محل شك] ، وبعدها نال شهادة البكالوريا - القسم الأول بقسميها اللبناني والفرنسي وبفرعيها الأدبي والعلمي في يونيو 1936 ، وقد جاء الأول بين طلاب لبنان في الفرع العلمي .
تأثر بمدرس الفلسفة في معهد عينطورة الأب هنري دالمه، هذا المدرس المطلع على الفلسفة اليونانية، والذي أصبح في ما بعد أمين سر المجمع المسكوني في معهد البابا بولس السادس. ونال شهادة الفلسفة سنة 1937 ، وكان ميالاً للرياضيات والعلوم التطبيقية كالجبر والهندسة والفيزياء، وكان ينوي التخصص في الهندسة والسفر إلى البلدان المتخلفة كي يساهم في إعمارها. غير أن والدته طلبت من المطران بستاني (مطران دير القمر) المعروف بصداقته لآل جنبلاط أن يحاول إقناعه بالعدول عن الدراسة الهندسية والاستعاضة عنها بالمحاماة، وقد تم لها ما أرادت.
كان حلمه منذ الصغر أن يكون طبيباً وأن يمارس مهنة الطب في أفريقيا وهذا الحلم الذي لم يتسن له تحقيقه، جعله فيما بعد يستكشف طريق الطب بمنحى آخر، وذلك بالاطلاع على المداواة بالنبات وبعشبة القمح خصوصاً ، وفي سبتمبر 1937 سافر إلى فرنسا ودخل كلية الآداب في السوربون وحصل على شهادة في علم النفس والتربية المدنية وأخرى في علم الاجتماع ، وفي أكتوبر 1937 أصدر مجلة فرنسية أطلق عليها اسم LA REVUE مقلداً المجلة الفرنسية الشهيرة La Revue du Monde بالاشتراك مع رفاق صباه إميل طربيه وأنطوان بارود وكميل أبو صوان ، وخلال إقامته في فرنسا تتلمذ على يد العالم الاجتماعي غورفيتش ومعه أنجز شهادته في علم الاجتماع ، وفي سبتمبر 1939 عاد إلى لبنان بسبب الحرب العالمية الثانية وتابع دراسته في جامعة القديس يوسف فنال إجازة الحقوق عام 1940.

## حياته العملية

الذكرى المئوية لكمال جنبلاط

بين عامي 1941 - 1942 مارس المحاماة في مكتب المحامي كميل إده في بيروت، وعين محامياً رسمياً للدولة اللبنانية، لم يطل عمله في المحاماة أكثر من سنة إذ توفي ابن عمه حكمت جنبلاط نائب جبل لبنان عام 1943، مما أدى به إلى دخول المعترك السياسي، وبالرغم من نيله الشهادات الأدبية وتعبيراً عن ميوله العلمية أنشأ في سبتمبر 1942 معملاً للكيمياء في المختارة، لاستخراج القطرون والأسيد وغيرها من المواد لا سيما السودكوستيك، وصب آلات المعمل بنفسه في لبنان وقام بتركيبها بنفسه أيضاً، وكان يعمل 16 ساعة في اليوم، ويذكر أنه اخترع آلة لتحويل غاز أسيد الكلوريد وتذويبه بالماء.
درس مادة الاقتصاد في فترات متقطعة في كلية الحقوق والعلوم السياسية والاقتصادية في الجامعة اللبنانية بدءً من عام 1960، وكان يجيد ثلاث لغات: العربية، الفرنسية والإنكليزية، وكان ملماً باللغات: الهندية، اللاتينية، الإسبانية والإيطالية.
قرأ القرآن والإنجيل والتوراة وكتب التوحيد وال فيدا فيدانتا الهندية ، وكان متصوفاً ويوغياً.
أسّس ورفيقه كميل أبو صوان نادي القلم (PEN) في لبنان، ليكون هذا البلد حاضراً بين كتاب العالم، كما اهتم جنبلاط بالحفاظ على سلامة البيئة.

## حياته الأسرية
تزوج من الأميرة مي شكيب أرسلان في شهر مايو 1948، ورزق بوحيده وليد في 7 أغسطس 1949.

## من مؤلفاته
- ربع قرن من النضال
- نحو اشتراكية أكثر إنسانية
- من أجل لبنان
- في الممارسة السياسية
- في مجرى السياسة اللبناني
- في ما يتعدّى الحرف
- فرح
- الديمقراطية الجديدة
- أضواء على حقيقة القضية القومية الاجتماعية
- ثورة في عالم الإنسان
- أدب الحياة
- العلاج بعشب القمح (ترجمة)
- السلام/أناندا
- حقيقة الثورة اللبنانية
- نكون أو لا نكون (ترجمة)
- الحياة والنور
- أحاديث عن الحرية
- لبنان وحرب التسوية
- من أجل المستقبل
- المشاركة بين العلم الحديث والحكمة القديمة في النظر إلى الإنسان والعالم
- كمال جنبلاط وقضية أنطون سعادة
- لبنان في واقعه العربي ومرتجاه
- ميثاق الحزب التقدمي الاشتراكي
- وجه الحبيب
- آفاق نورانية
- فلسفة العقل المتخطي- فلسفة التغيير- الجدليات
- رسالتي العدالة الإنسانية
- نحو صيغة جديدة للديمقراطية الاجتماعية والإنسانية
- البيانات الرئاسية
- تمنياتي لإنسان الغد
- الفلسفة واليوغا في بلاد الحكماء
- بين جوهر الإبداع ووحدة التحقق
- فلسفة العقل المتخطي- فلسفة التغيير- الماركسية والاشتراكية
- فلسطين : قضية شعب وتاريخ وطن
- نصوص في النظم الاقتصادية
- كتاب في المرثيات
- هذه وصيتي[8]

## الموساد يراقب كمال جنبلاط
في الحادي عشر من تموز عام 1973 اعتقل ضابط إسرائيلي في لبنان يحمل جواز سفر ألماني مزور باسم اورلخ لوسبرغ تبين فيما بعد ان اسمه الحقيقي داني ياتوم مدير الموساد بين الاعوام 1996 - 1998 ، وقد اعتقل عام 1973 في حقل العزيمة بمنطقة سير الضنية بشمال لبنان ، على يد قائد شرطة مدينة طرابلس النقيب عصام أبو زكي. وأدلى باعترافات واضحة انه كان يراقب منزل سليمان فرنجية في اهدن والقصر الجمهوري في بعبدا، إضافة إلى تردده إلى محيط قصر المختارة ومحاولة التقاط الصور لمقر إقامة كمال جنبلاط، كما أنه كان يخطط لاغتيال سعيد السبع في مدينة طرابلس.

## اغتياله

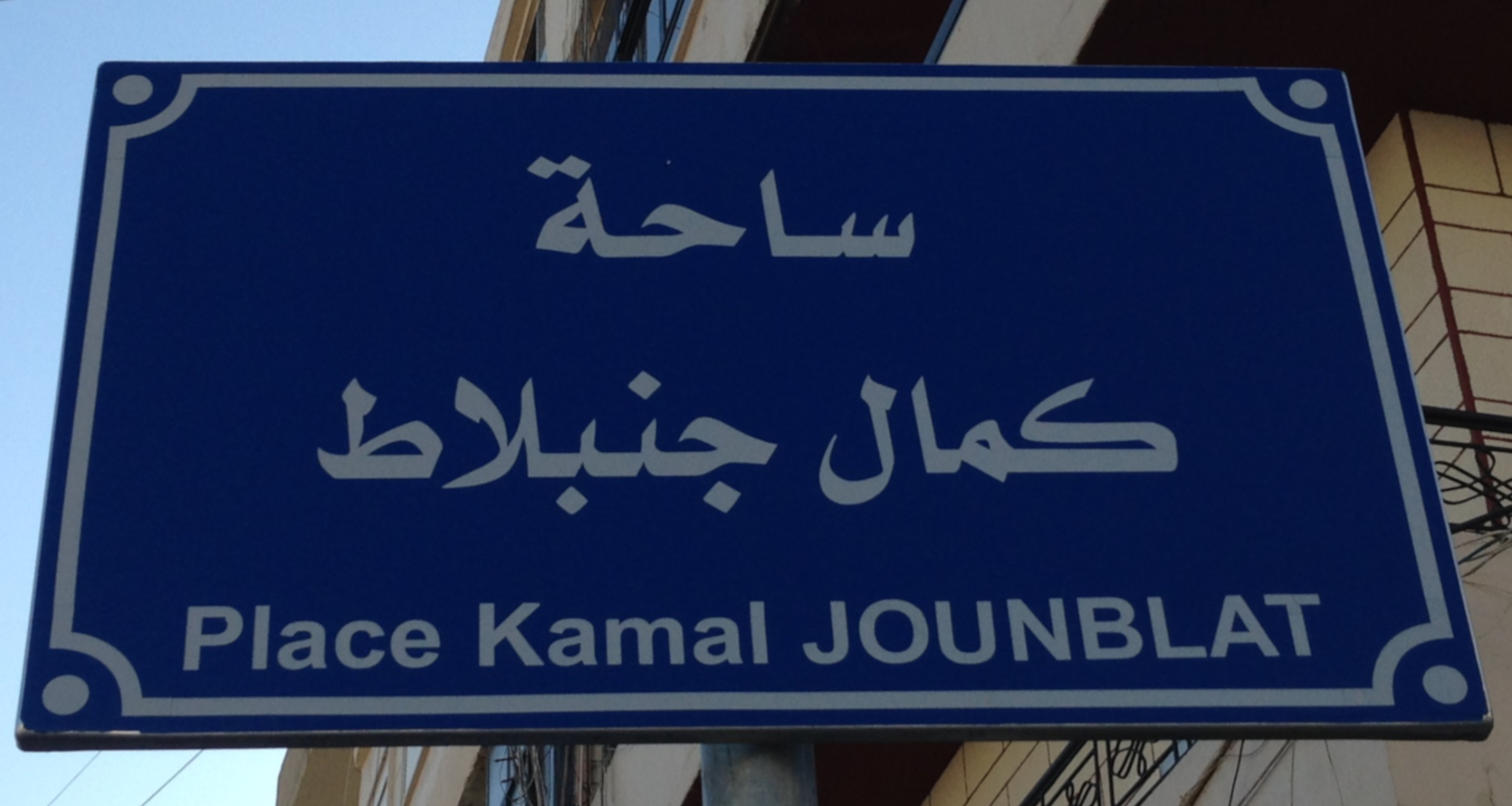
ساحة كمال جنبلاط في مدينة صور اللبنانية

بعد المعارك مع النظام السوري الذي اجتاح لبنان، اغتيل في السادس عشر من مارس 1977، باستخدام سيارة تحمل لوحة أرقام عراقية في جبال الشوفعلى مقربة من حاجز للجيش السوري المنضوي تحت لواء قوات الردع العربية. نتيجة لذلك، خرج العديد من الدروز للثأر لمقتل زعيمهم، فقاموا بقتل 144 مسيحي في منطقة الشوف ظنا منهم أن هؤلاء اغتالوه، وذلك بسبب النزاع الدرزي -المسيحي القائم آنذاك.

## وصلات خارجية
- كمال جنبلاط على موقع الموسوعة البريطانية (الإنجليزية)
- كمال جنبلاط على موقع مونزينجر (الألمانية)
- كمال جنبلاط على موقع إن إن دي بي (الإنجليزية)
- موقع عن كمال جنبلاط
- معلومات عن فلسفة كمال جنبلاط